# Orologio astronomico di Messina

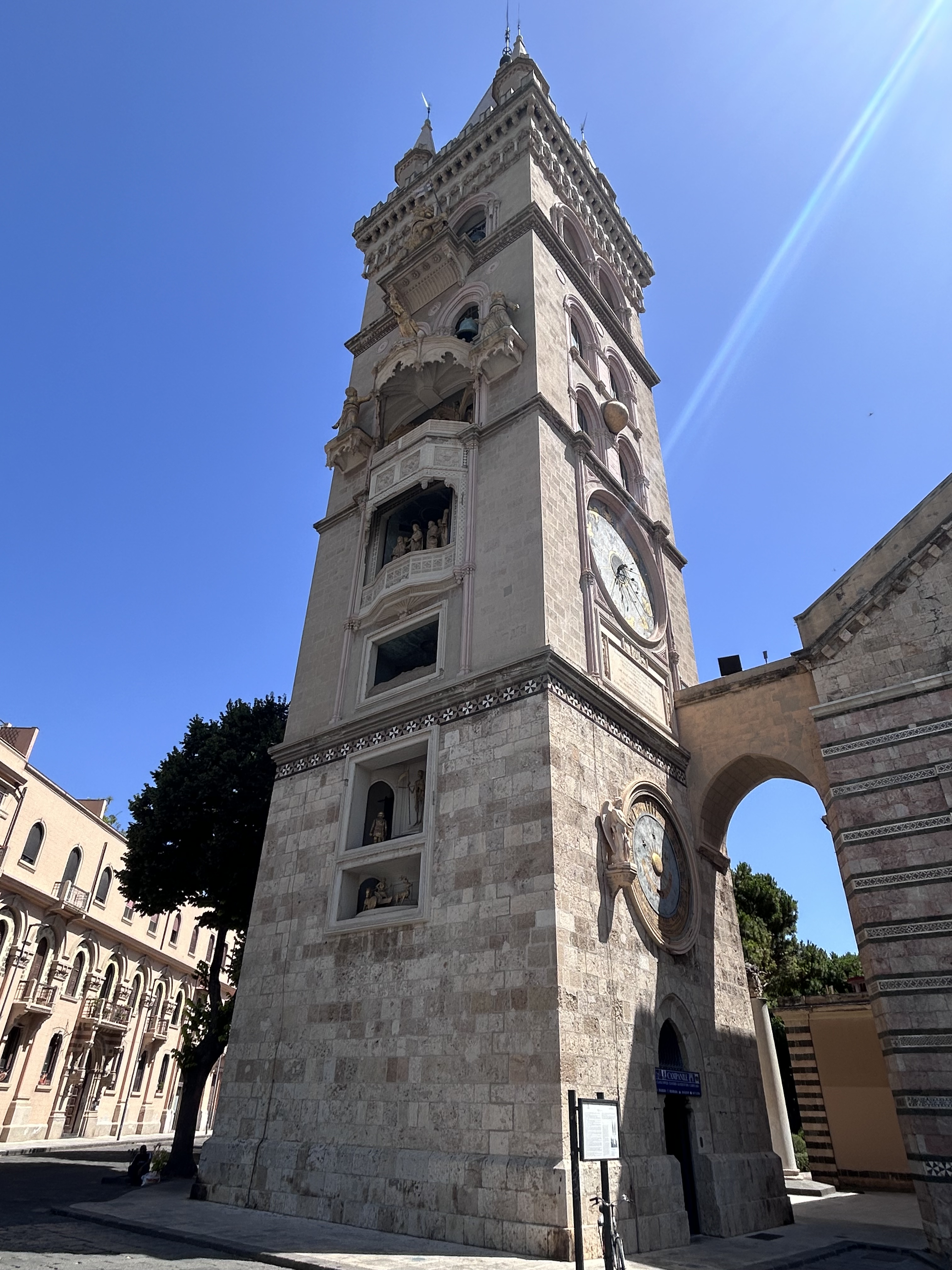
Il campanile che ospita l'orologio (2025).

L’orologio astronomico di Messina, parte della cattedrale della città, fu costruito dalla ditta Ungerer di Strasburgo nel 1933. È integrato nel campanile della chiesa (ricostruito all'inizio del secolo dopo il terremoto del 1908), di cui costituisce l'elemento più caratteristico; stando ad alcune fonti, si tratterebbe del più grande orologio astronomico mai costruito, per quanto le sue componenti sono distribuite sui vari lati e diversi livelli di altezza del campanile. Alcune sono costruite sul lato del campanile che dà sulla piazza, altre si trovano sul lato rivolto verso la facciata della chiesa. 
La parte tecnica è stata concepita da Frédéric Klinghammer, mentre dal punto di vista artistico si basa su piani di Théodore Ungerer. I meccanismi riprendono in parte quelli dell'orologio astronomico di Strasburgo. L’idea era quella di ripristinare l’antico orologio astronomico del vecchio campanile medievale della cattedrale di Messina, distrutto in epoche precedenti. Fu commissionato dall'arcivescovo della città (Angelo Paino) in occasione del rifacimento del campanile di Messina, forse ispirato da papa Pio XI, che gli regalò un modello funzionante dell'orologio di Strasburgo.

## Descrizione del campanile

### Parte bassa dell'edificio
Il lato rivolto alla piazza è caratterizzato dalla ricchezza di rappresentazioni allegoriche.
- Al livello più basso dell'installazione vengono rappresentati i giorni della settimana, indicati da figure allegoriche greche che quotidianamente si succedono tra di loro (Apollo per la domenica, poi Diana per il lunedì, Marte, Mercurio, Giove, Venere e Saturno): gli dei si danno quotidianamente il cambio guidando un carro trainato da un animale, che ha a sua volta un valore allegorico (ad esempio per Diana, dea della caccia, si avrà un cervo; per Venere, dea dell'amore, ci sarà una colomba).

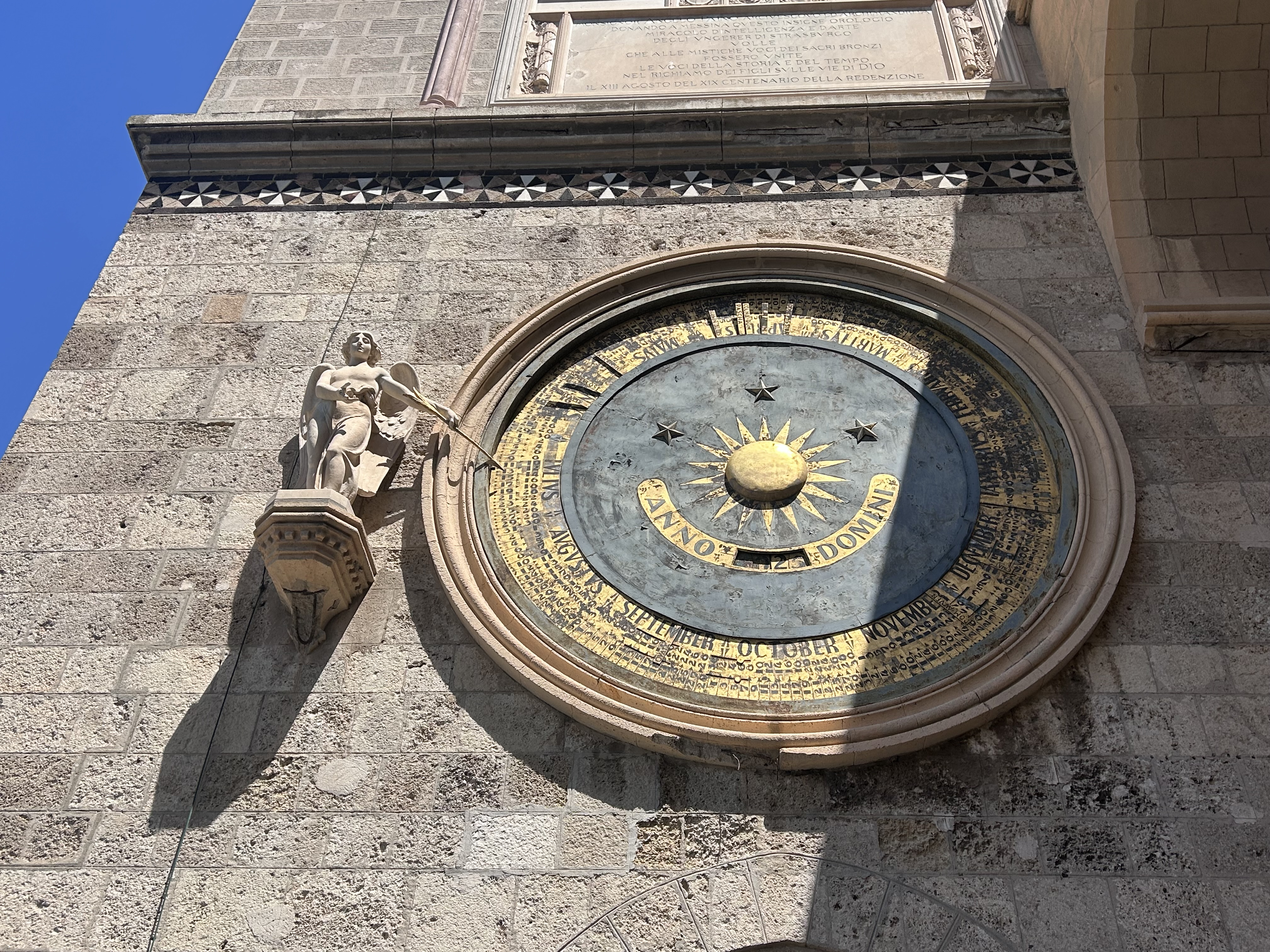
Calendario perpetuo. I giorni sono indicati dall'angelo

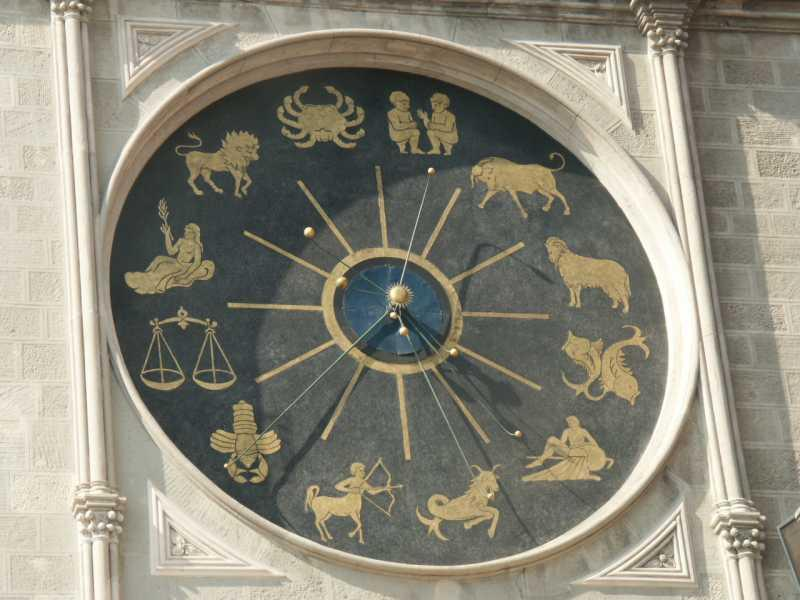
Zodiaco con modello del sistema solare che riproduce il movimento dei pianeti

- Sono inoltre rappresentate anche le quattro fasi della vita, simbolizzate da figure delle rispettive età. Si succedono ogni quarto d'ora passando davanti alla figura di uno scheletro che funge da memento mori, che muove la sua falce in sincrono con la campana delle ore.
- Sopra il carosello delle età, viene raffigurata quella che secondo la leggenda è la costruzione del Santuario della Madonna di Montalto, meglio definita Chiesa della Vittoria nella Guerra del Vespro;  secondo la leggenda, una colomba volò su di un terreno, e in quel punto i messinesi edificarono la chiesa. Perciò, nel quadrante una statua a forma di colomba viene fatta volteggiare, mentre dal terreno emerge un modello della chiesa menzionata, per rimanere lì fino al cambio del giorno; la scena si ripete il giorno successivo. Il colle rappresenta la collina su cui si svolse il tentativo di invasione dei guelfi angioini il 6 agosto 1282, respinto dalle donne siciliane che presidiavano le mura nelle ore notturne. I franco-guelfi ritentarono un secondo assalto due giorni dopo, ma anche questo venne respinto dai siciliani sulle insuperate mura della città di Messina, alte oltre 30 metri.
- Più in alto, al secondo piano vengono rappresentate alcune scene bibliche, che si succedono quattro volte l'anno a seconda del calendario liturgico. Si tratta della Natività (un gruppo di pastorelli che adorano il Redentore appena nato), dell'Epifania (i magi e i loro paggi che adorano il Bambinello), della Pasqua (due guardie romane poste a guardia del sepolcro che assistono stupite la resurrezione di Gesù), e della Pentecoste (Maria e gli apostoli che ricevono la visita dello Spirito Santo prima in forma di colomba e successivamente in forma di fiammella sulla loro testa).
- La scena superiore raffigura la Madonna della Lettera, patrona di Messina. Un angelo porta la lettera alla Madonna, che la trattiene, e in seguito sei ambasciatori sfilano davanti a lei, inchinandosi. Il primo ambasciatore riprende la lettera; la Madonna risponde all'inchino con un gesto di benedizione, gesto che ripeterà davanti alla piazza come simbolo bene augurante per gli spettatori. La festa della Madonna della Lettera fu fissata nella data del 3 giugno, la stessa data di una grande festa a Messina: il 2 giugno 1282, sempre durante l'assedio di Messina nella Guerra del Vespro, Carlo d'Angiò tentò l'assalto navale, respinto dalla flotta siciliana che uscì dal porto per affrontare il nemico nel canale. La flotta di Carlo ripiegò su Scilla e si salvò a stento da un disastro per le cattive condizioni del mare in burrasca; il giorno dopo, 3 giugno, fu indetto un giorno di grande festa per i siciliani a Messina.
- Il lato rivolto alla cattedrale (sulla destra guardando la chiesa dalla piazza) è quello che riproduce fenomeni siderali e che più propriamente corrisponde al concetto di orologio astronomico.
- Il calendario perpetuo si distingue per la grazia del quadrante. Indica i 365 giorni dell'anno, ma tramite un pannello mobile, il quadrante può coprire alternativamente il 29 febbraio oppure la parte finale della frase in latino posta tra il 31 dicembre e il 1º gennaio, che ha comunque significato; così facendo, il quadrante può essere utilizzato sia negli anni normali che in quelli bisestili.
- Più in alto, un modello del sistema solare riproduce le orbite dei pianeti intorno al sole (posto al centro del quadrante). Vengono raffigurati da sfere metalliche poste alla punta delle rispettive lancette, la cui lunghezza è proporzionale al raggio dell'orbita.

### Parte alta dell'edificio

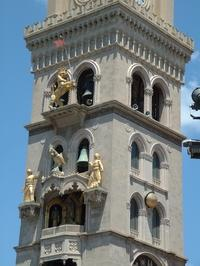
Leone ruggente (a sinistra in alto); Dina e Clarenza con il gallo (a sinistra in basso); modello della luna (sulla destra)

Dalla parte della piazza, si ritrovano i meccanismi più strettamente legati alla funzione del campanile. Data l'altezza, le sue figure hanno dimensioni superiori rispetto a quelle dei primi piani (anche 3-4 metri di altezza). Viene ancora ripreso il metodo della rappresentazione allegorica, stavolta riferito più alla storia messinese che non a vicende religiose.
- A sinistra, guardando la piazza, nella parte alta del campanile, le statue di Dina e Clarenza (eroine della Guerra del Vespro) battono i quarti d'ora con le campane della torre ricordando la lotta dei siciliani contro gli Angiò, l'esercito del papa e le Città guelfe italiane. Tra di loro si ritrova la statua di un gallo, che a mezzogiorno muove le ali riproducendo il suo canto. L’animale rappresenta gli Angioini sconfitti e messi in fuga dal popolo siciliano. Ancora oggi il simbolo della Francia è il gallo.
- Ancora in alto, al quarto piano, è installato un leone coronato ruggente di bronzo dorato, che sventola la bandiera di Messina. Il leone è il simbolo del popolo vittorioso nella Guerra del Vespro a Messina. È il punto più alto dell'insieme di grandi figure di bronzo dorato che caratterizza la parte alta del campanile. Come quella del gallo angioino, anche questa figura entra in azione a mezzogiorno riproducendo il suo possente ruggito.

La parte superiore del lato rivolto alla cattedrale (destra) è meno appariscente:
- Da questa parte si ritrova soltanto un modello della Luna, che ne riproduce le fasi, e che ha dunque un ciclo quasi mensile. È situato sopra il modello del sistema solare.

## L'orologio nel tempo
Si presenta come la somma di diverse parti azionate dal blocco centrale, posto all'altezza di Dina, Clarenza e il gallo. Il mantenimento del sistema è sempre stato molto oneroso, e i diversi restauri non hanno mirato a preservarne l'originalità, ma a aumentarne la spettacolarità. Nel tempo, i sistemi meccanici per la produzione del ruggito del leone e del canto del gallo sono stati sostituiti da sistemi audio a nastro prima e stato solido dopo, che danno un suono più realistico ma meno "autentico" per gli appassionati di storia della meccanica. Un'altra modifica effettuata è l'ordine di funzionamento: come si vede sia dallo schema originale di Ungerer sotto e dal video dell'istituto Luce girato per l'inaugurazione, l'orologio seguiva l'ordine dal basso verso l'alto, stupendo lo spettatore con il canto del gallo e il ruggito del leone. In tempi recenti è stata inserita l'Ave Maria di Schubert, e per non far collidere gli effetti sonori con la musica, si è pensato di far eseguire agli animali i loro movimenti, e poi far partire normalmente gli altri meccanismi.
Nel campanile non sono più presenti i meccanismi sonori originali.

### Disegni originali della ditta Ungerer

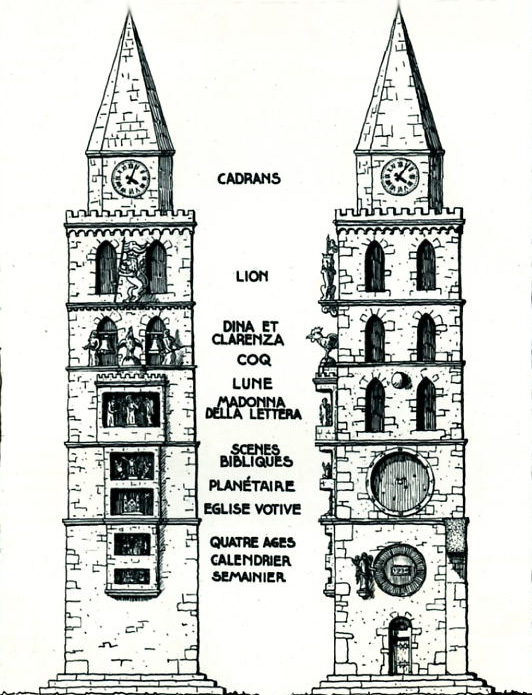
Modello della torre
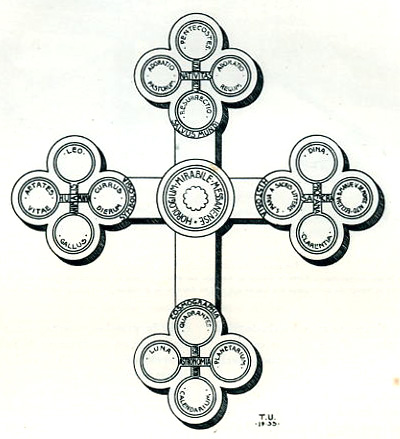
Modello rappresentante la divisione logica della macchina
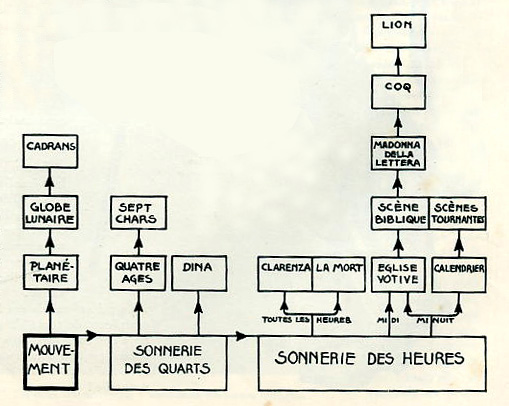
Modello rappresentante la sequenza di attivazione delle diverse parti
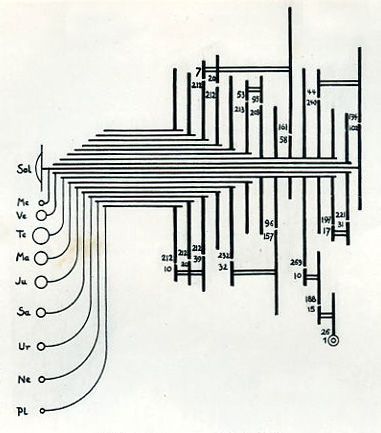
Modello rappresentante i diversi rapporti degli ingranaggi del planetario
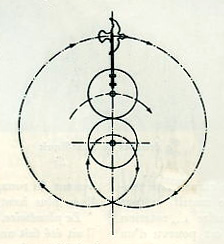
Modello rappresentante il funzionamento della colomba della scena del santuario di Montalto
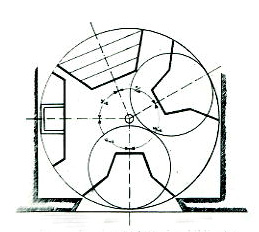
Modello rappresentante la divisione del carosello delle scene bibliche